# Edenton Tea Party

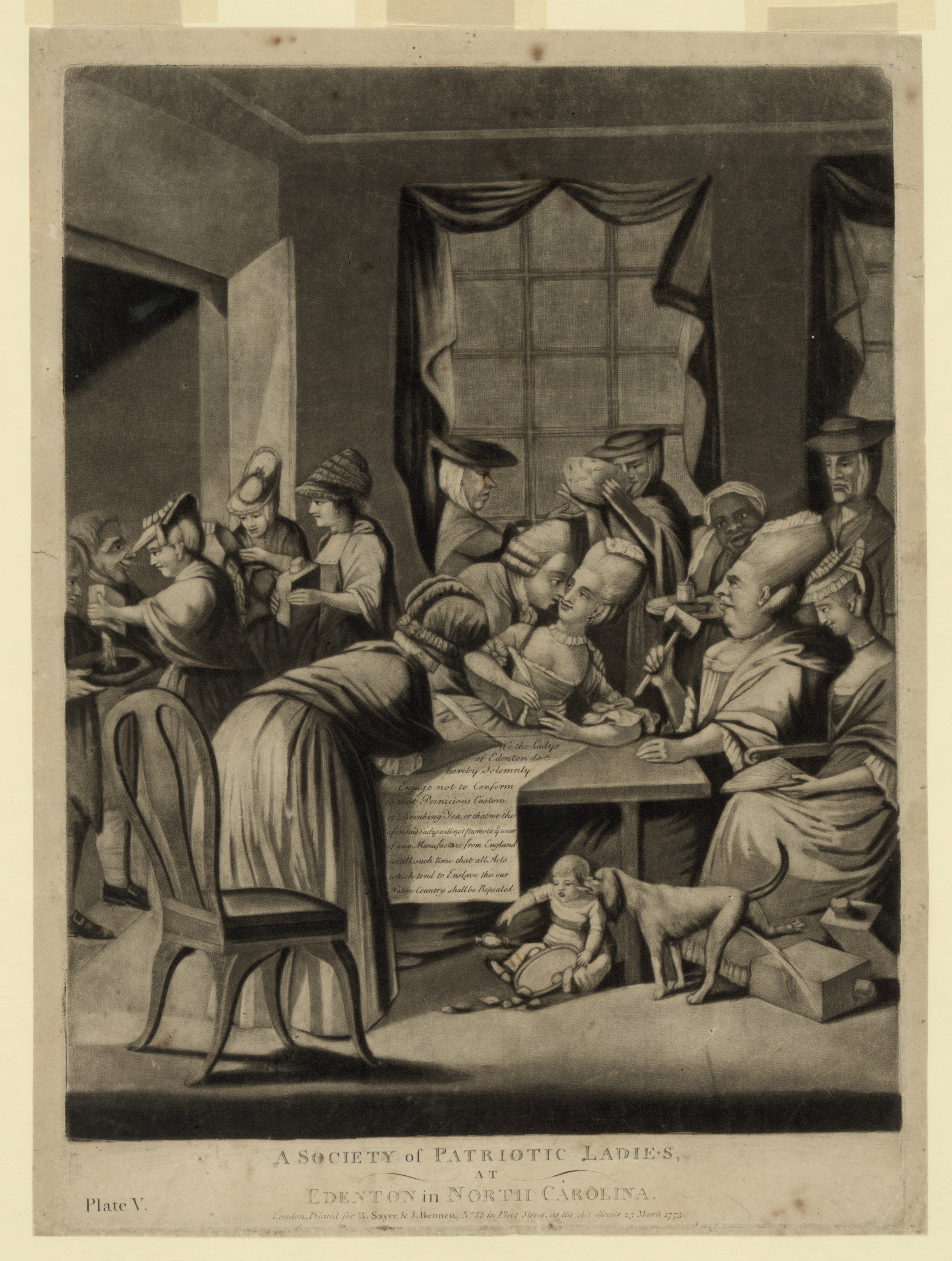
Dessin britannique moquant les participantes de l'Edenton Tea Party

L'Edenton Tea Party est une manifestation de protestation politique, organisée le 25 octobre 1774 à l'initiative de Penelope Parker à Edenton en Caroline du Nord, en réponse au Tea Act, voté par le Parlement britannique en 1773. Inspirée par la Boston Tea Party, les appels au boycott des patriotes américains et les résolutions du North Carolina Provincial Congress (en), cette tea party exclusivement féminine réunit 51 femmes et s'acheva par la signature d'un engagement à boycotter le thé et les autres produits britanniques.

## Une mobilisation féminine
La particularité de l'Edenton Tea Party ne réside pas dans la résolution qui y fut prise – le boycott était un moyen d'action courant dans les treize colonies pendant la révolution américaine – mais dans la composition exclusivement féminine du groupe qui en fut à l'origine. Elle est un indice de la politisation des femmes pendant la révolution américaine. Ces dernières s'emparèrent des moyens d'action que les lois du genre désignaient comme convenables à leur sexe. Le boycott, activité compatible avec l'activité domestique dévolue aux femmes de la classe moyenne, était l'un d'eux. Penelope Barker pensait qu'une action menée par des femmes trouverait un écho en Angleterre et envoya une copie de la déclaration à la presse britannique : 
« Peut-être que seuls les hommes ont manifesté leur protestation au roi jusqu'à présent. Cela signifie seulement que nous les femmes avons attendu trop longtemps pour laisser nos voix se faire entendre. Nous signons de nos noms un document, sans nous cacher derrière des costumes comme les hommes de Boston le firent lors de leur tea party. Les Britanniques vont savoir qui nous sommes ».